# Khu nghỉ dưỡng Hoa Sen Trắng
Khu nghỉ dưỡng Hoa Sen Trắng (tựa gốc tiếng Anh: The White Lotus) là loạt phim truyền hình Mỹ thuộc thể loại chính kịch hài, hài đen, châm biếm của đạo diễn Mike White, phát sóng trên kênh HBO. Cốt truyện chính của phim kể về một khách sạn có tên White Lotus và những vị khách tới nghỉ dưỡng tại đây. Mỗi nhân vật có một cuộc sống, những điểm tốt, xấu cũng như góc khuất riêng. Phim hiện có ba mùa, lần lượt lấy bối cảnh ở Hawaii (Mỹ), Sicilia (Ý) và một số địa điểm ở Thái Lan.
Phim ra mắt ngày 11 tháng 7 năm 2021 với kế hoạch ban đầu chỉ là một bộ phim ngắn gồm sáu tập. Tuy nhiên, sau khi nhận được phản hồi tích cực và tỉ suất xem cao, phim được gia hạn thành sê-ri. Phần hai lên sóng ngày 30 tháng 10 năm 2022, phần ba phát hành ngày 16 tháng 2 năm 2025. Tháng 1 năm 2025, phim được ký hợp đồng sản xuất tiếp phần bốn.
Tác phẩm được đánh gia cao, Viện phim Mỹ đưa phim vào danh sách 10 chương trình hay nhất năm 2021 và 2022. Phim nhận được 15 giải Primetime Emmy và 2 giải Quả cầu vàng.

## Phân vai

### Mùa 1

#### Chính
- Murray Bartlett vai Armond[16]
- Connie Britton vai Nicole Mossbacher[16]
- Jennifer Coolidge vai Tanya McQuoid[16]
- Alexandra Daddario vai Rachel Patton[16]
- Fred Hechinger vai Quinn Mossbacher[16]
- Jake Lacy vai Shane Patton[16]
- Brittany O'Grady vai Paula[16]
- Natasha Rothwell vai Belinda Lindsey[16]
- Sydney Sweeney vai Olivia Mossbacher[16]
- Steve Zahn vai Mark Mossbacher[16]
- Molly Shannon vai Kitty Patton[17]

#### Phụ
- Lukas Gage vai Dillon[17]
- Kekoa Scott Kekumano vai Kai[17]
- Jon Gries vai Greg Hunt[17]
- Alec Merlino vai Hutch[18]

#### Khách mời
- Jolene Purdy vai Lani[17]

### Mùa 2

#### Chính
- F. Murray Abraham vai Bert Di Grasso[19]
- Jennifer Coolidge vai Tanya McQuoid-Hunt[16]
- Adam DiMarco vai Albie Di Grasso[19]
- Meghann Fahy vai Daphne Sullivan[20]
- Beatrice Grannò vai Mia[21]
- Jon Gries vai Greg Hunt[22]
- Tom Hollander vai Quentin[19]
- Sabrina Impacciatore vai Valentina[21]
- Michael Imperioli vai Dominic Di Grasso[23]
- Theo James vai Cameron Sullivan[20]
- Aubrey Plaza vai Harper Spiller[24]
- Haley Lu Richardson vai Portia[19]
- Will Sharpe vai Ethan Spiller[20]
- Simona Tabasco vai Lucia Greco[21]
- Leo Woodall vai Jack[20]

#### Phụ
- Federico Ferrante vai Rocco
- Eleonora Romandini vai Isabella
- Federico Scribani Rossi vai Giuseppe
- Francesco Zecca vai Matteo
- Paolo Camilli vai Hugo
- Bruno Gouery vai Didier
- Nicola Di Pinto vai Tommas

#### Khách mời
- Laura Dern vai Abby (lồng tiếng)[25]
- Angelina Keeley và Kara Kay vai khách hàng[26]

### Mùa 3

#### Chính
- Leslie Bibb vai Kate[27]
- Carrie Coon vai Laurie[27]
- Walton Goggins vai Rick Hatchett[27]
- Sarah Catherine Hook vai Piper Ratliff[27]
- Jason Isaacs vai Timothy Ratliff[27]
- Lalisa Manobal vai Mook[27]
- Michelle Monaghan vai Jaclyn Lemon[27]
- Sam Nivola vai Lochlan Ratliff[27]
- Lek Patravadi vai Sritala Hollinger[27]
- Parker Posey vai Victoria Ratliff[27]
- Natasha Rothwell vai Belinda Lindsey[27]
- Patrick Schwarzenegger vai Saxon Ratliff[27]
- Tayme Thapthimthong vai Gaitok[27]
- Aimee Lou Wood vai Chelsea[27]

#### Phụ
- Jon Gries vai "Gary" / Greg Hunt
- Nicholas Duvernay vai Zion Lindsey
- Arnas Fedaravičius vai Valentin
- Christian Friedel vai Fabian
- Scott Glenn vai Jim Hollinger
- Dom Hetrakul vai Pornchai
- Julian Kostov
- Charlotte Le Bon vai Chloe
- Morgana O'Reilly vai Pam
- Shalini Peiris vai Amrita
- Suthichai Yoon

## Danh sách mùa
| Mùa | Mùa | Số tập | Số tập | Phát sóng gốc        | Phát sóng gốc        |
| Mùa | Mùa | Số tập | Số tập | Phát sóng lần đầu    | Phát sóng lần cuối   |
| --- | --- | ------ | ------ | -------------------- | -------------------- |
|     | 1   | 6      | 6      | 11 tháng 7 năm 2021  | 15 tháng 8 năm 2021  |
|     | 2   | 7      | 7      | 30 tháng 10 năm 2022 | 11 tháng 12 năm 2022 |
|     | 3   | 8      | 8      | 16 tháng 2 năm 2025  | 6 tháng 4 năm 2025   |